# Mistrovství světa ve snowboardingu 2011
Mistrovství světa ve snowboardingu 2011 bylo v pořadí 9. mistrovstvím světa organizovaným Mezinárodní lyžařskou federací (FIS). Konalo se ve dnech 15. leden až 22. ledna 2011 v lyžařském středisku La Molina, které leží na území obce Alp v Cerdanyi v provincii Girona v Katalánsku na severu Španělska. O pořadateli bylo rozhodnuto zástupci FIS během 45. kongresu, který se konal v roce 2006 ve Vilamouře v Portugalsku.
Jednalo se  o první mistrovství ve snowboardingu konané na území Španělska. V La Molině se konaly všechny disciplíny kromě soutěže Big Air, která byla pořádaná v Barceloně. 
Výsledky

## Paralelní slalom
| Pořadí | Země      | Sportovec          |
| ------ | --------- | ------------------ |
| 1      | Rakousko  | Benjamin Karl      |
| 2      | Švýcarsko | Simon Schoch       |
| 3      | Slovinsko | Rok Marguč         |
| 4      | Rakousko  | Andreas Prommegger |
| 5      | Itálie    | Roland Fischnaller |
| 6      | Rakousko  | Manuel Veith       |
| 7      | Kanada    | Manuel Veith       |
| 8      | Švýcarsko | Kaspar Flütsch     |

| Pořadí | Země       | Sportovec                 |
| ------ | ---------- | ------------------------- |
| 1      | Norsko     | Hilde-Katrine Engeliová   |
| 2      | Nizozemsko | Nicolien Sauerbreijová    |
| 3      | Rakousko   | Claudia Rieglerová        |
| 4      | Rakousko   | Heidi Neururerová         |
| 5      | Rusko      | Jekatěrina Tudegeševová   |
| 6      | Německo    | Amelie Koberová           |
| 7      | Švýcarsko  | Fränzi Mägertová-Kohliová |
| 8      | Švýcarsko  | Patrizia Kummerová        |

## Paralelní obří slalom
| Pořadí | Země      | Sportovec          |
| ------ | --------- | ------------------ |
| 1      | Rakousko  | Benjamin Karl      |
| 2      | Slovinsko | Rok Marguč         |
| 3      | Itálie    | Roland Fischnaller |
| 4      | Švýcarsko | Kaspar Flütsch     |
| 5      | Rakousko  | Anton Unterkofler  |
| 6      | Slovinsko | Žan Košir          |
| 7      | Rusko     | Stanislav Detkov   |
| 8      | Švýcarsko | Roland Haldi       |

| Pořadí | Země      | Sportovec                 |
| ------ | --------- | ------------------------- |
| 1      | Rusko     | Aljona Zavarzinová        |
| 2      | Rakousko  | Claudia Rieglerová        |
| 3      | Rakousko  | Doris Güntherová          |
| 4      | Německo   | Amelie Koberová           |
| 5      | Švýcarsko | Fränzi Mägertová-Kohliová |
| 6      | Rusko     | Jekatěrina Tudegeševová   |
| 7      | Francie   | Nathalie Desmaresová      |
| 8      | Německo   | Selina Jörgová            |

## Snowboardcross
| Pořadí | Země      | Sportovec        |
| ------ | --------- | ---------------- |
| 1      | Austrálie | Alex Pullin      |
| 2      | USA       | Seth Wescott     |
| 3      | USA       | Nate Holland     |
| 4      | Itálie    | Luca Matteotti   |
| 5      | Francie   | Pierre Vaultier  |
| 6      | Itálie    | Alberto Schiavon |
| 7      | Kanada    | Francois Boivin  |
| 8      | USA       | Jonathan Cheever |

| Pořadí | Země               | Sportovec              |
| ------ | ------------------ | ---------------------- |
| 1      | USA                | Lindsey Jacobellisová  |
| 2      | Francie            | Nelly Moenne Loccozová |
| 3      | Kanada             | Dominique Maltaisová   |
| 4      | Kanada             | Maëlle Rickerová       |
| 5      | Česko              | Eva Samková            |
| 6      | Francie            | Claire Chapototová     |
| 7      | Spojené království | Zoe Gillingsová        |
| 8      | Itálie             | Raffaella Bruttová     |

## Slopestyle
| Pořadí | Země     | Sportovec               | Body |
| ------ | -------- | ----------------------- | ---- |
| 1      | Belgie   | Seppe Smits             | 28,7 |
| 2      | Švédsko  | Niklas Mattsson         | 28,1 |
| 3      | Finsko   | Ville Paumola           | 26,2 |
| 4      | Švédsko  | Zebastian Landmark      |      |
| 5      | Rakousko | Clemens Schattschneider |      |
| 6      | Kanada   | Julien Beaulieu         |      |
| 7      | Kanada   | Robby Balharry          |      |
| 8      | Finsko   | Markku Koski            |      |

| Pořadí | Země        | Sportovec          | Body |
| ------ | ----------- | ------------------ | ---- |
| 1      | Finsko      | Enni Rukajarviová  | 28,2 |
| 2      | Česko       | Šárka Pančochová   | 25,2 |
| 3      | Nový Zéland | Shelly Gotliebová  | 21,6 |
| 4      | Finsko      | Merika Enneová     |      |
| 5      | USA         | Allyson Carrollová |      |
| 6      | Finsko      | Saana Pehikonenová |      |
| 7      | Nový Zéland | Stefi Luxtonová    |      |
| 8      | Slovensko   | Klaudia Medlová    |      |

## U rampa
| Pořadí | Země      | Sportovec           | Body |
| ------ | --------- | ------------------- | ---- |
| 1      | Austrálie | Nathan Johnstone    | 26,8 |
| 2      | Švýcarsko | Iouri Podladtchikov | 26,2 |
| 3      | Finsko    | Markus Malin        | 24,3 |
| 4      | Švýcarsko | Christian Haller    | 23,9 |
| 5      | Finsko    | Ilkka-Eemeli Laari  | 23,7 |
| 6      | Švýcarsko | Patrick Burgener    | 22,8 |
| 7      | Francie   | Mathieu Crepel      | 22,2 |
| 8      | Japonsko  | Ryō Aono            | 21,4 |

| Pořadí | Země        | Sportovec           | Body |
| ------ | ----------- | ------------------- | ---- |
| 1      | Austrálie   | Holly Crawfordová   | 26,7 |
| 2      | Švýcarsko   | Ursina Hallerová    | 23,4 |
| 3      | Čína        | Liu Jiayu           | 22,5 |
| 4      | Nový Zéland | Rebecca Sinclairová | 22,0 |
| 5      | Čína        | Sun Zhifeng         | 21,1 |
| 6      | Čína        | Cai Xuetong         | 18,7 |
| 7      | Francie     | Mirabelle Thovexová | 16,4 |
| 8      | Kanada      | Mercedes Nicollová  | 16,3 |

### Big Air
| Pořadí | Země       | Sportovec           | Body |
| ------ | ---------- | ------------------- | ---- |
| 1      | Finsko     | Petja Piiroinen     | 51,7 |
| 2      | Kanada     | Zachary Stone       | 48,9 |
| 3      | Belgie     | Seppe Smits         | 48,9 |
| 4      | Nizozemsko | Rocco van Straten   | 47,4 |
| 5      | Finsko     | Aleksi Partanen     | 45,8 |
| 6      | Francie    | Mathieu Crepel      | 41,6 |
| 7      | Švýcarsko  | Gian-Luca Cavigelli | 40,7 |
| 8      | Slovinsko  | Marko Grilc         | 40,0 |

Umístění Čechů:  21. Martin Černík, 22. Jan Nečas, 32. Petr Horák 

Datum soutěže 15. ledna 2011

## Medailové pořadí
| Umístění | Země        | Zlato | Stříbro | Bronz | Celkem |
| -------- | ----------- | ----- | ------- | ----- | ------ |
| 1        | Austrálie   | 3     | -       | -     | 3      |
| 2        | Rakousko    | 2     | 1       | 2     | 5      |
| 3        | Finsko      | 2     | -       | 2     | 4      |
| 4        | USA         | 1     | 1       | 1     | 3      |
| 5        | Belgie      | 1     | -       | 1     | 2      |
| 6        | Norsko      | 1     | -       | -     | 1      |
|          | Rusko       | 1     | -       | -     | 1      |
| 8        | Švýcarsko   | -     | 3       | -     | 3      |
| 9        | Kanada      | -     | 1       | 1     | 2      |
|          | Slovinsko   | -     | 1       | 1     | 2      |
| 11       | Česko       | -     | 1       | -     | 1      |
|          | Nizozemsko  | -     | 1       | -     | 1      |
|          | Francie     | -     | 1       | -     | 1      |
|          | Švédsko     | -     | 1       | -     | 1      |
| 15       | Čína        | -     | -       | 1     | 1      |
|          | Itálie      | -     | -       | 1     | 1      |
|          | Nový Zéland | -     | -       | 1     | 1      |
|          | Celkem      | 11    | 11      | 11    | 33     |